# Imatinib
Le mésilate d'imatinib ou mésylate d'imatinib ou simplement imatinib est un médicament utilisé pour traiter certains types de cancer. Il est commercialisé par la firme pharmaceutique Novartis sous le nom de Glivec (également nommé Gleevec en Amérique du Nord afin de ne pas le confondre avec un autre médicament disponible dans cette région). Depuis 2017 en France, des médicaments génériques de plusieurs laboratoires sont disponibles sous la dénomination Imatinib. On le désigne encore parfois (principalement dans les premières publications) comme CGP57148B ou STI571. Il est utilisé dans le traitement de la leucémie myéloïde chronique, les tumeurs stromales gastro-intestinales, le rare dermatofibrosarcome de Darier et Ferrand et un certain nombre d'autres affections malignes. 

## Historique

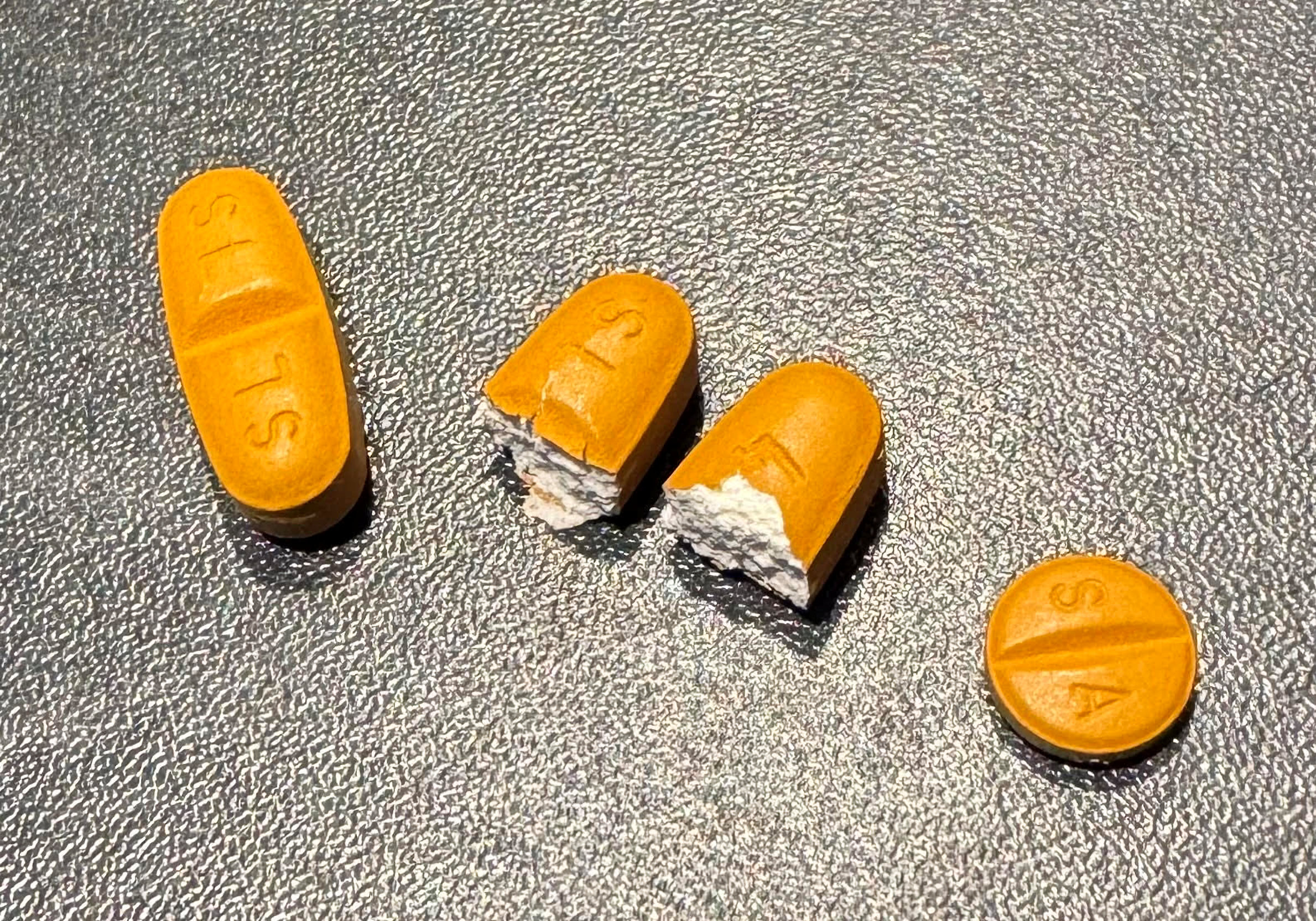
Comprimés sécables de Glivec (imatinib) en 400 mg, 400 mg coupé en deux et 100 mg.

Son développement relativement rapide est en partie le résultat du hasard, mais s'appuie aussi sur les avancées de la recherche scientifique, notamment les travaux sur le chromosome de Philadelphie, par des chercheurs de cette ville (dont les conclusions ont été publiées en 1960) et ceux de la généticienne Janet Rowley au début des années 1970. Il résulte également de la ténacité d'un médecin et chercheur en cancérologie, Brian Druker, et d'une pétition sur Internet de patients directement concernés.
La firme Novartis, ou plus précisément à l'époque Ciba-Geigy, entité suisse ayant participé à la fusion (en 1996) à l'origine de Novartis, souhaitait initialement, en 1994, mettre au point un médicament pour traiter la fibrose liée à certains cancers, l'athérosclérose et la resténose (réobstruction) des artères coronaires. Le marché pour une telle thérapie était a priori important. Cette firme suisse se lance en conséquence dans des tests de différentes molécules, avec comme cible des protéines kinases (PDGFR, EGFR, PKC), impliquées dans ces processus.
Parmi les molécules testées, l'une d'elles, le CGP 53716, se montre active dans les tests  contre le PDGFR. Sur les recommandations d'un chercheur en cancérologie, Brian Druker, appuyé par le directeur du programme de recherche, Nicholas Lydon, cette molécule est ensuite également évaluée vis-à-vis d'une autre protéine kinase, l'ABL, cette autre cible n'étant pas prévue initialement.
Les tests effectués montrent que le CGP 53716 inhibe ABL. Les spécialistes chimistes le modifient pour optimiser ses capacités inhibitrices et baptisent le nouveau composé CGP 57148. Mais Ciba-Geigy n'est pas très intéressé pour développer un médicament destiné à un petit nombre de patients : il s'agit des patients atteints d'un cancer considéré comme relativement rare, la leucémie myéloïde chronique (LMC). Toutefois, Brian Druker, qui conduit la plupart des tests précliniques de ce CGP 57148, se montre tenace et parvient à convaincre Ciba-Geigy de mener un essai clinique de phase I, dont les résultats sont clairement positifs. Une pétition sur Internet lancée par des malades atteints de LMC décide également le président de la firme suisse à lancer les essais de phase II, puis les essais de phase III avec cette nouvelle molécule rebaptisée Imatinib.
Ainsi, un peu moins de trois ans après le début du premier essai de phase I, en mai 2001, ce qui est un délai particulièrement court dans ce domaine, la Food and Drug Administration donne son accord à la commercialisation de l'imatinib, suivie ensuite par les administrations équivalentes d'autres pays. L'imatinib permet une action thérapeutique radicale transformant la vie des patients, inhibant les mécanismes internes à l'origine de la forme de leucémie dont ils sont atteints et contre laquelle on ne savait pas vraiment lutter de façon simple (des transplantation de moelle osseuse étaient quelquefois tentées), par la prise, quotidienne, d'un comprimé. « Quand j’ai commencé ma recherche il y a plus d’une vingtaine d’années, la moitié des malades avec une leucémie chronique étaient décédés en trois à cinq ans, ces thérapeutiques ciblées donnent plus de 90 % de survie à quinze ans, c’est un changement de paradigme », indique ainsi l'hématologue François Guilhot, rapporteur d'un avis de l'Académie de médecine sur la production de ces médicaments. Depuis (en 2017 en France), des médicaments génériques de plusieurs laboratoires sont disponibles sous la même dénomination Imatinib.

## Mécanisme d'action
Ce médicament entre en compétition avec l'adénosine triphosphate (ATP) sur le récepteur d'une tyrosine kinase, au niveau intracellulaire, ce qui empêche la fixation de  l'ATP et donc la phosphorylation du substrat. Ainsi la signalisation est éteinte, et tend à lancer la cascade apoptotique. Il cible plusieurs tyrosine kinases dont le c-KIT et le PDGFR.
L'imatinib est utilisé dans le cas de la leucémie myéloïde chronique, car il est en compétition avec l'activité tyrosine kinase constitutive de la protéine chimérique BCR-ABL qui est issue de la translocation t(9;22) (chromosome de Philadelphie), translocation mise en évidence en 1973 par la scientifique généticienne Janet Rowley.
La molécule serait également protectrice de l'endothélium vasculaire en jouant sur la voie de l'arginine kinase et non plus sur celle de la tyrosine kinase, en particulier, en cas de sepsis.

## Applications
L’imatinib est utilisé dans la leucémie myéloïde chronique, l'hyperéosinophilie primaire avec clones CD3-CD4+, le dermatofibrosarcome de Darier et Ferrand lorsque le gène de fusion COL1A1-PDGFB est présent et les tumeurs stromales gastro-intestinales.
Le National Institute for Health and Clinical Excellence (en) refuse l'utilisation de ce médicament dans le traitement des cancers du sein métastasés en raison de sa faible efficacité dans cette dernière indication.
Il pourrait être efficace dans certaines formes de fibrose pulmonaire. Il est en cours de test dans les hypertensions artérielles pulmonaires sévères et résistantes au traitement classique : il améliore les symptômes ainsi que les paramètres hémodynamiques (augmentation du débit cardiaque mais sans baisse de la pression de l'artère pulmonaire) mais reste mal toléré.
En août 2021, l'Organisation mondiale de la santé a annoncé le lancement de l'essai Solidarity PLUS pour tester des candidats traitements contre le Covid-19 avec trois médicaments : l'artésunate, l'imatinib et l'infliximab.

## Effets secondaires
Les effets secondaires les plus fréquents sont des nausées, des myalgies, la constitution d'œdèmes, la survenue de diarrhées ainsi que des troubles hématologiques de type neutropénie, thrombopénie et anémie au bout de quelques mois de traitement.
Une insuffisance cardiaque par atteinte des cardiomyocytes est possible.
Il peut exister des résistances primaires ou secondaires à la molécule par mutation de la protéine cible BCR-ABL dans le cadre du traitement de la leucémie myéloïde chronique.

## Historique
La protéine kinase Bcr-Abl, responsable de la prolifération des cellules leucémiques dans la leucémie myéloïde chronique a été purifiée et le domaine d'activité TK (tyrosine kinase) a été cristallographié. Un design de petites molécules qui pourraient se lier et bloquer l'activité TK de cette enzyme a abouti à la conception d'un TKI (tyrosine kinase inhibitor) qu'est le Glivec. Des cellules 3T3 transformées par v-abl et v-sis (lignées exprimant l'activité kinase ciblée) ont servi comme modèles dans les essais précliniques du Glivec. Des cellules de patients exprimant la mutation ont aussi été utilisées.

## Divers
L'imatinib a un coût de 2 500 euros en 2011 pour une boîte de 30 comprimés de Glivec 400.
Novartis a intenté un procès à l'Inde qui a lancé un générique dix fois moins cher.
Ce procès a suscité les réactions de nombreuses associations humanitaires. L'Inde a rejeté la demande de brevet pour cette molécule, permettant la production de médicament générique à un prix bien moindre (73 dollars par mois de traitement).
En 2017 en France, la même boîte coûte 1 842 €, puis 753 € en 2021 et 610 € en 2025. Depuis 2017, des médicaments génériques de plusieurs laboratoires sont disponibles avec des prix alignés sur le Glivec. En 2023, l'académie française de médecine a émis des propositions pour en baisser le coût.